# Nançois-le-Grand
Nançois-le-Grand è un comune francese di 60 abitanti situato nel dipartimento della Mosa nella regione del Grand Est.

## Società

### Evoluzione demografica
Abitanti censiti